# Уотерлу (Квебек)
Уотерлу или Ватерлоо (население 4 410 человек в 2016 году) — город в канадской провинции Квебек, входящий в состав муниципального округа Верхняя Ямаска, в административном районе Монтережи. Этот город, полностью окруженный городком Шеффорд, расположен в восточных кантонах, примерно в 90 километрах к востоку от Монреаля.

## История

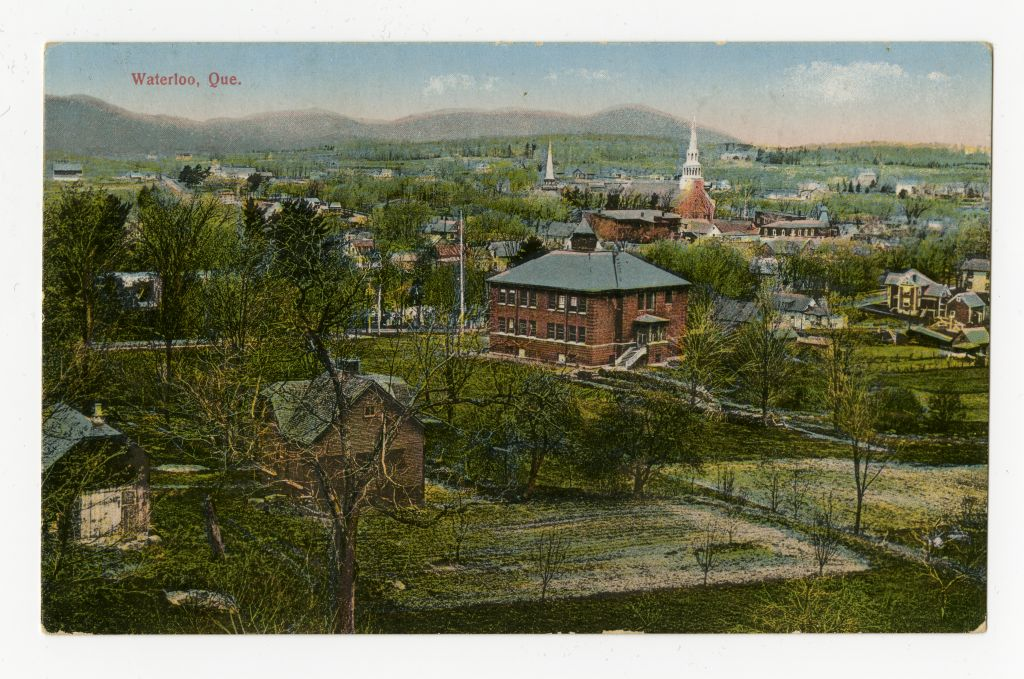
Уотерлу на старинной открытке.

Посёлок основал в 1793 году Иезекииль Льюис, английский лоялист родом из Мальборо, штат Нью-Гемпшир. Первоначально посёлок назывался Льюис- Фолс. Через 9 лет капитан Льюис продал свой участок и переселился в местность неподалёку. Участок приобрёл Уильям Ламур, купёц из Сен-Армана, который затем продал его Лазарю Летурно, который, в свою очередь, продал его Хезекии Робинсону в 1822 году. Робинсон сразу же переименовал Льюис-Фолс в Уотерлу в честь битвы при Ватерлоо, в которой был разбит Наполеон Бонапарт. Название Уотерлу (Ватерлоо) предложил его тесть, судья Ноултон. Хезекия Робинсон построил «Старый каменный магазин» в 1829 году на углу Мэйн-стрит и Эллис. Он пожертвовал землю для сооружения Первой церкви Англии, построенной в 1843 году, а его вдова пожертвовала городу Парк Робинсона в 1868 году, а также землю для французской школы. В 1843 году Уотерлу стал административным центром округа вместо Фрост-Вилидж.
В 1861 году Аса Белнап Фостер, известный канадский железнодорожный строитель и политик, проложил железную дорогу в Уотерлу, что помогло расширить деревню до процветающего города. Его население увеличилось с 200 в 1857 году до 1500 в 1867 году. Фостер обустроил южную часть города, где находился железнодорожный вокзал, и соединил с ним старую деревню, построив за свой счет Фостер-стрит, которая до сих пор существует как главная улица Ватерлоо. А. Б. Фостер также пожертвовал землю для всех церквей города и местной средней школы. Кроме того, Фостер за свой счёт также восстановил мост Льюиса, когда тот пришел в упадок. В 1864 году полковник Фостер построил Мейплвуд, красивое поместье на холме Кларк. Когда Ватерлоо получил статус города в 1867 году, А. Б. Фостер был избран его первым мэром.
В Уотерлу родились и жили ряд известных людей Канады. Среди них были: упомянутый А. Б. Фостер — бывший член парламента, канадский сенатор, полковник ополчения, известный как «канадский железнодорожный король». Кроме того, в 1827 году здесь родился Джон Р. Бут, который после переезда в Оттаву стал одним из самых богатых людей в Канаде и был известен как «Король пиломатериалов Канады». Люциус Хантингтон, житель Уотерлу, представлявший город в парламенте, известен тем, что в своей парламентской речи раскрыл детали подкупа предпринимателями консервативных политиков, что получило известность как «Тихоокеанский скандал», приведшей к поражению на выборах сэра Джона А. Макдональда. (Консервативная партия считала, что инициатором скандала был названный выше А. Б. Фостер).
Уотерлу стал летней резиденцией монреальского промышленника Джеймса Дэвидсона в 1880-х годах. Дэвидсон был сыном шотландского иммигранта Томаса Дэвидсона, который основал The Thos. Davidson Manufacturing Company, Ltd., производившей эмалированную посуду и имевшей филиалы по всей Канаде и во многих странах мира. Дэвидсон основал «Ферму Айрмонт» в западной части города. Главный дом фермы, «Орфорд Вью», по-прежнему стоит на Маунтин-стрит. Гостевое бунгало через дорогу и прилегающая территория всё ещё находятся в руках его семьи.
Сегодня город является единственным в мире городом с названием Ватерлоо за пределами Европы, в котором преобладают франкоговорящие жители. Остальные «тёзки» находятся в англоязычных регионах.

## Демография

### Численность населения
Тенденции роста населения:
| Перепись | численность населения | Изменения (%) |
| -------- | --------------------- | ------------- |
| 2016     | 4410                  | ▲ 1,8 %       |
| 2011     | 4330                  | ▲ 6,8 %       |
| 2006     | 4054                  | ▲ 1,5 %       |
| 2001     | 3993                  | ▼ 1,2 %       |
| 1996     | 4040                  | ▲ 1,3 %       |
| 1991     | 3989                  | N / A         |

### Язык
Родной язык
| язык                     | Население 2006 | % (%) 2006 | Население 2016 | Pct (%) 2016 |
| ------------------------ | -------------- | ---------- | -------------- | ------------ |
| Только французский       | 3095           | 79,05 %    | 3535           | 83,18 % ▲    |
| Только английский        | 710            | 18,14 %    | 600            | 14,12 % ▼    |
| Английский и французский | 60             | 1,53 %     | 75             | 1,76 % ▲     |
| Другие языки             | 50             | 1,28 %     | 35             | 0,82 % ▼     |

## Города-побратимы
Уотерлу в Квебеке в 1957 году установил партнёрство с городом Ватерлоо в Бельгии. В память об этом союзе в обоих городах есть статуя, изображающая мальчика и девочку, укрывающихся под грибом.